# University of North Carolina at Chapel Hill

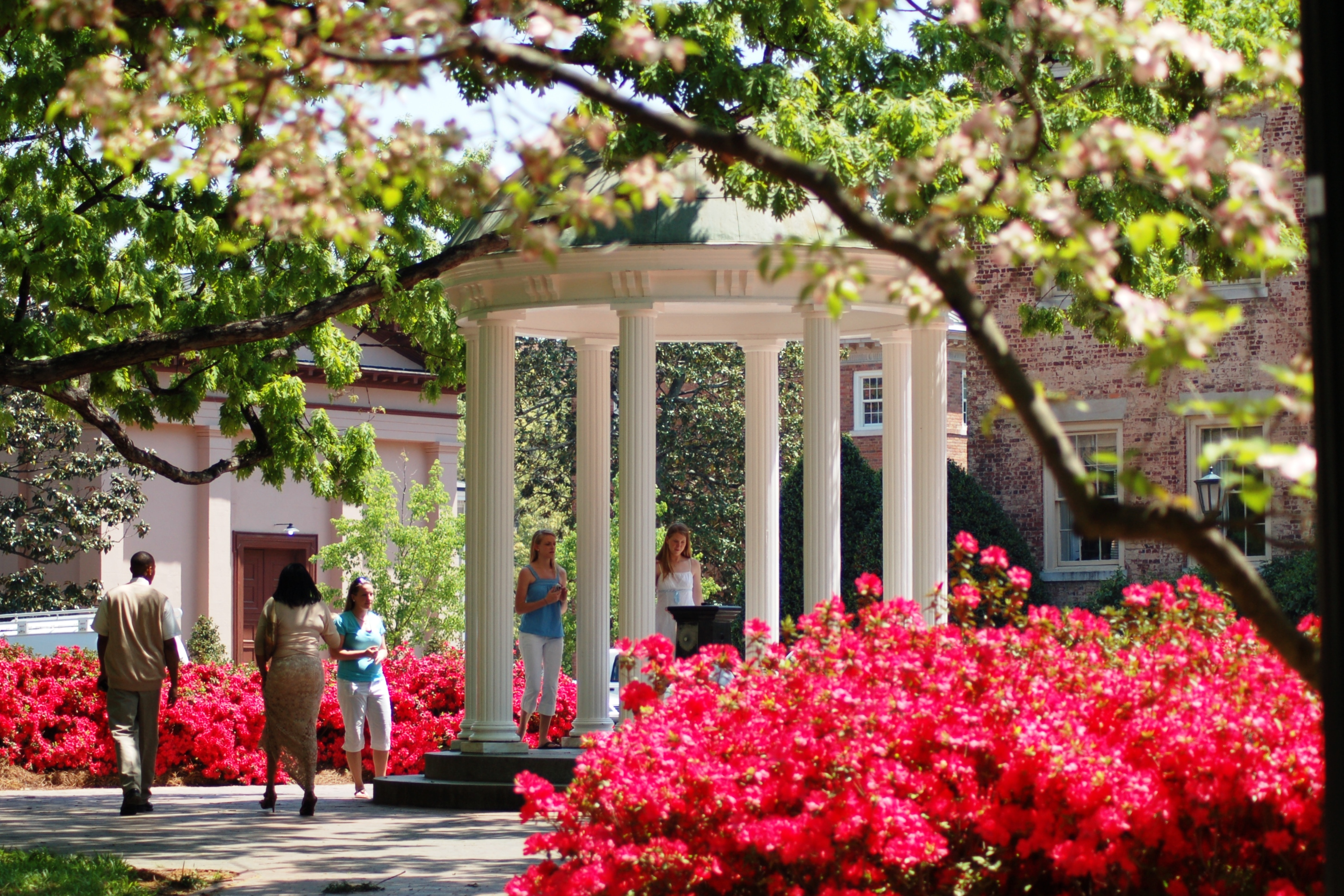
Old Well

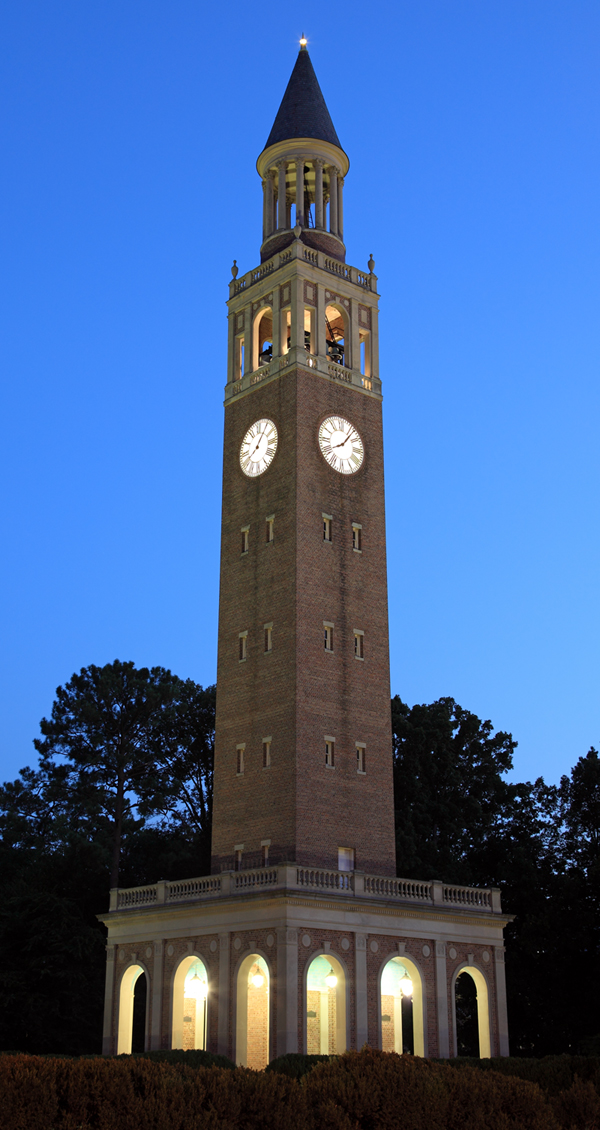
Bell Tower

Die University of North Carolina at Chapel Hill (auch UNC, UNC-Chapel Hill, UNC-CH, North Carolina oder einfach Carolina genannt) ist eine staatliche, forschungsorientierte Universität in Chapel Hill im US-Bundesstaat North Carolina. Sie ist der bekannteste Standort des Systems der University of North Carolina und mit ca. 30.000 Studenten die zweitgrößte Universität in North Carolina. Die Universität gilt als eine der ursprünglichen acht Public Ivys. Sie zählt zu den besten Universitäten der USA und ist zudem Mitglied der Association of American Universities, eines seit 1900 bestehenden Verbundes führender US-amerikanischer Forschungsuniversitäten.

## Geschichte
Die University of North Carolina at Chapel Hill wurde am 11. Dezember 1789 als University of North Carolina gegründet, wobei sich die ersten Studenten am 12. Februar 1795 eingeschrieben haben. Sie zählt damit zu den drei ältesten Universitäten der Vereinigten Staaten. Ursprünglich führte sie den Namen „North Carolina University“ und erhielt erst 1963 ihre heutige Bezeichnung. Unter Kanzler Kemp Plummer Battle wurde die University of North Carolina at Chapel Hill 1877 eine geschlechterübergreifende Universität, an der sowohl Frauen als auch Männer studieren können. Afroamerikaner waren bis 1951 vom Studium an der UNC-CH ausgeschlossen. Für Forschungs- und Behandlungszwecke eröffnete die Universität 1952 ihr eigenes Krankenhaus unter dem Namen „UNC Health Care“, welches sich seit der Gründung zu einem Zentrum für Krebsforschung spezialisiert hat. Im Jahre 1979 wurde das Usenet als Verbindung zweier Unix-Rechner an der University of North Carolina und an der Duke University aus der Taufe gehoben.

## Gegenwart
Heute bietet die Universität Abschlüsse in mehr als 70 Fächern an und umfasst fünfzehn Colleges inklusive des „College of Arts and Sciences“. Der Campus umfasst ca. 3 km2 und befindet sich im Zentrum der Universitätsstadt Chapel Hill. Die Studenten sind in über 550 offiziell anerkannten Studentengruppen organisiert. Die Studentenzeitung The Daily Tar Heel hat mehrere nationale Auszeichnungen gewonnen, und der universitätseigene Radiosender war der weltweit erste Sender, der über das Internet ausgestrahlt wurde. Mit mehr als 285.000 lebenden ehemaligen Studenten gehört das Alumni-Netzwerk der UNC zu den größten und aktivsten in den USA. Die Studenten, Alumni und Sportmannschaften der Universität sind als „Tar Heels“ bekannt.

## Wahrzeichen
Eines der Wahrzeichen der Universität ist Old Well, eine klassizistische Rotunde, die an der Stelle des alten Brunnenhauses errichtet wurde. Old Well liegt am Südende des McCorcle Place, einer der großen Rasenflächen des Campus, zwischen dem Old East Dormitory und dem Old West Dormitory. Auch heute noch gibt es in der Mitte des Old Well einen Trinkbrunnen, der allerdings mittlerweile an die städtische Wasserversorgung angeschlossen ist. Die Legende besagt, dass Erstsemestrige, die am ersten Studientag dort trinken, die nächsten vier Jahre mit ausgezeichnetem Erfolg absolvieren werden.
Ein weiteres Wahrzeichen ist die Davie-Pappel, ein Tulpenbaum, dessen Alter auf 300 bis 375 Jahre geschätzt wird. Auch hier besagt eine Legende, dass die Universität blühen und gedeihen wird, solange es den Baum gibt. Aufgrund dieser Legende ist der Baum heute mit Beton ausgefüllt und mit Stahlseilen mit den umliegenden Bäumen verbunden.
Seit Ende des 19. Jahrhunderts sind das sogenannte „Carolina Blue“ (auch „Tar Heel Blue“) und Weiß die offiziellen Farben für Wappen und Sportteams der University of North Carolina at Chapel Hill.

## Sport

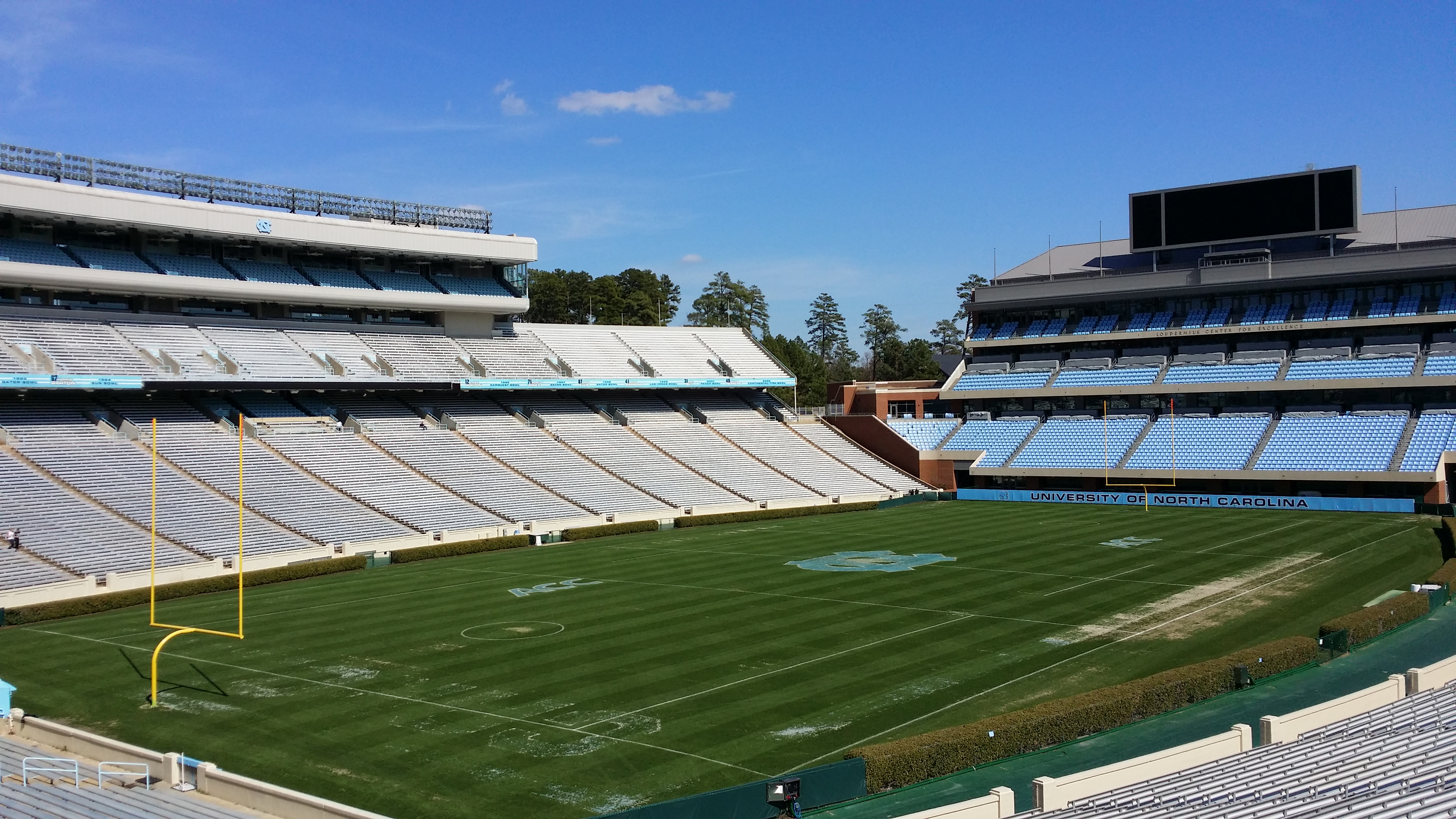
Kenan Stadium der University of North Carolina in Chapel Hill.

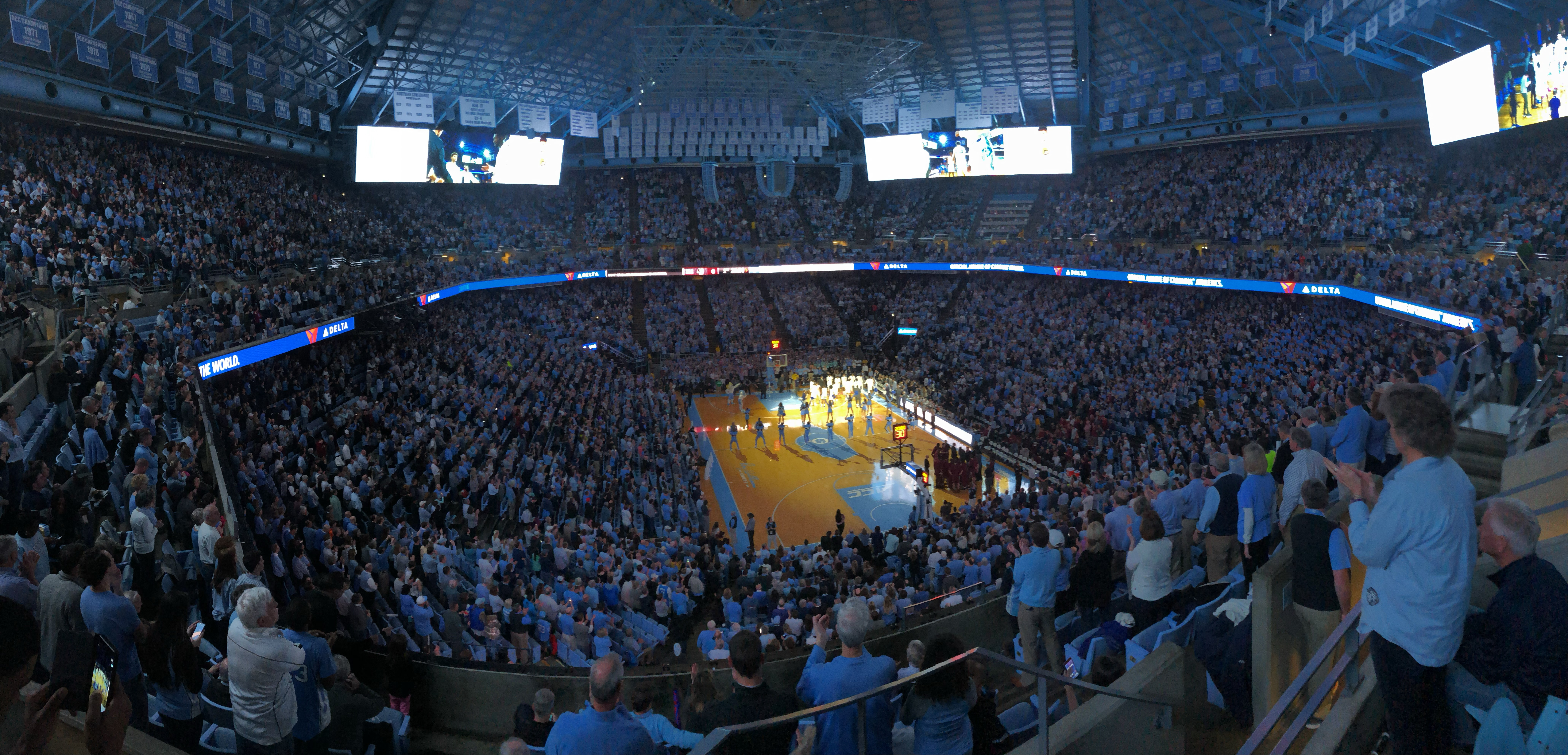
Dean E. Smith Center in Chapel Hill (aka Dean Dome)

Die Universität ist Mitglied in der Atlantic Coast Conference. Berühmt ist die Rivalität mit den Mannschaften der Duke University. Das Basketballteam ist besonders bekannt. Als Studenten spielten die späteren NBA-Stars Mitch Kupchak, Michael Jordan, Jerry Stackhouse, Antawn Jamison, Rasheed Wallace und Vince Carter für die North Carolina Tar Heels. UNC ist eine der wenigen Universitäten in den USA, an denen Handball gespielt wird. Von 2004 bis 2006 konnte die Männermannschaft die US-Collegemeisterschaften gewinnen. Im Jahr 2011 gewannen die Fußballer der UNC sowohl die Regular Season als auch die Postseason im College Soccer der ACC.

## Bekannte Studenten
- James K. Polk (1795–1849), 11. Präsident der Vereinigten Staaten
- William R. King (1786–1853), 13. Vize-Präsident der Vereinigten Staaten
- Thomas Wolfe (1900–1938), amerikanischer Schriftsteller
- Robert Ruark (1915–1965), US-amerikanischer Schriftsteller und Journalist
- Vince Carter (* 1977), amerikanischer Basketballspieler (NBA)
- Alge Crumpler (* 1977), US-amerikanischer Footballspieler
- Eric Ebron (* 1993), US-amerikanischer Footballspieler
- Lawrence Ferlinghetti (1919–2021), amerikanischer Autor
- Pamela Gann (* 1948), Mathematikerin, Rechtswissenschaftlerin und Hochschullehrerin
- Chris Hanburger (* 1941), US-amerikanischer American-Football-Spieler
- Brendan Haywood (* 1979), amerikanischer Basketballspieler (NBA)
- Ken Jeong (* 1969), US-amerikanischer Schauspieler, Comedian und Arzt
- Lawrence Taylor (* 1959), US-amerikanischer American-Football-Spieler
- Michael Jordan (* 1963), amerikanischer Basketballspieler (NBA)
- James Worthy (* 1961), amerikanischer Basketballspieler (NBA)
- Denton Lotz (1939–2019), baptistischer Theologe und von 1988 bis 2007 Generalsekretär des Baptistischen Weltbundes
- Henrik Rödl (* 1969), deutscher Basketballspieler und -trainer (deutsche Basketballnationalmannschaft)
- Mia Hamm (* 1972), amerikanische Fußballspielerin
- Arben Hajrullahu (* 1975), kosovarischer Politikwissenschaftler
- Ademola Okulaja (1975–2022), deutscher Basketballspieler und -kommentator
- Nikole Hannah-Jones (* 1976), Journalistin und Pulitzer-Preisträgerin
- Ashlyn Harris (* 1985), amerikanische Fußballspielerin
- Ed Kahn (1911–1945), US-amerikanischer American-Football-Spieler
- H. R. McMaster (* 1962), amerikanischer Militär und Nationaler Sicherheitsberater
- Mitchell Trubisky (* 1994), US-amerikanischer American-Football-Spieler
- Rob Menendez (* 1985), US-amerikanischer Politiker, Abgeordneter im US-Repräsentantenhaus
- Alessia Russo (* 1999), englische Fußballspielerin
- Lotte Wubben-Moy (* 1999), englische Fußballspielerin
- Emily Fox (* 1998), US-amerikanische Fußballspielerin